# 千葉県立市川特別支援学校
千葉県立市川特別支援学校（ちばけんりつ いちかわとくべつしえんがっこう）は、千葉県市川市原木にある公立特別支援学校。知的障害者を教育対象とする。

## 沿革
- 1984年4月1日 - 「千葉県立市川養護学校」として開校。
- 2007年4月1日 - 学校名を「千葉県立市川特別支援学校」に変更。
- 2018年7月23日 - 新作業棟建築工事・校舎改修工事開始。
- 2019年3月12日 - 新作業棟完成。
- 2019年3月29日 - 新作業棟建築工事・校舎改修工事完了・終了。
- 2019年4月01日 - 新作業棟・校舎使用開始。

## 学部
- 小学部
- 中学部
- 高等部

## 文化祭
本校の文化祭として、「ばらき祭」が毎年秋に開催されている。また、中学部、高等部独自の販売会も随時開催している。